# Estée Lauder
Estée Lauder (AFI:/ˈɛsteɪ ˈlɔːdər/), amb nom de naixement Josephine Esther Mentzer (Queens, Ciutat de Nova York, 1 de juliol de 1906 - Manhattan, Ciutat de Nova York, 24 d'abril de 2004), va ser una empresària estatunidenca. Va cofundar amb el seu marit, Joseph Lauter (més tard Lauder), l'empresa de cosmètica homònima. Lauder va ser l'única dona de la llista de la revista Time del 1998 dels 20 genis empresarials més influents del segle xx.

## Inicis i educació
Lauder va néixer a Corona, Queens, a Ciutat de Nova York, sent la segona filla del matrimoni entre Rose Schotz i Max Mentzer. Els seus pares eren immigrants hongaresos jueus; per part de la mare, la seva àvia era de Sátoraljaújhely i el seu avi de Gelle (actual Holice, Eslovàquia), mentre que el seu pare tenia ascendència jueva txeca. Les afirmacions de Lauder que prové de l'aristocràcia europea queden refutades a la biografia Estée Lauder: Beyond the Magic (1985), de Lee Israel, més tard conegut per la seva falsificació de cartes escrites per suposades celebritats. A l'obituari del The New York Times es va expressar que «era una novaiorquesa i no una aristòcrata del tot», malgrat «la creació de mites que és bona part de la màgia de la indústria de la bellesa». La seva història preferida era que havia estat criada per la seva mare vienesa a la moda de Flushing, Long Island, en una sumptuosa casa amb cavallerisses, un cotxe amb xofer i una infermera italiana.
En realitat, la seva mare Rose va emigrar d'Hongria als Estats Units el 1898 amb els seus cinc fills per unir-se al seu marit, Abraham Rosenthal. Però, el 1905, es va casar amb Max Mentzer, un comerciant que també havia emigrat als Estats Units a la dècada de 1890. Quan la seva filla va néixer el 1906, van voler anomenar-la «Eszti», en homenatge a la tieta hongaresa preferida de la seva mare, però van decidir a l'últim moment mantenir el nom de «Josephine», que havien acordat. Tot i això, el sobrenom del nadó es va convertir en «Estee», el nom amb el qual creixeria, utilitzaria i respondria. Finalment, quan va iniciar el seu imperi de perfumeria amb el seu marit, va afegir un accent al seu nom perquè semblés francès i va començar a pronunciar-lo de la manera que tenia el seu pare de fer-ho, amb el seu accent hongarès.
Lauder va assistir al Newtown High School d'Elmhurst, Queens, Ciutat de Nova York, i gran part de la seva infantesa se la va passar intentant arribar a final de mes. Com la majoria dels seus vuit germans, va treballar a la ferreteria de la família, on es va iniciar en el món dels negocis i en tot allò necessari per a convertir-se en una minorista d'èxit. El seu somni d'infantesa va ser convertir-se en actriu amb el seu «nom il·luminat, amb flors i homes guapos».
Quan Lauder es va fer gran, va acceptar ajudar el seu oncle, el doctor John Schotz, amb el seu negoci. Schotz era químic, i la seva empresa, New Way Laboratories, venia productes de bellesa com cremes, locions, rouge i fragàncies. Ella es va interessar més pel seu negoci que el del seu pare. Estava fascinada veient el seu oncle crear els seus productes. També li va ensenyar a rentar-se la cara i a fer massatges facials. Després de graduar-se a l'escola secundària, es va centrar en els negocis del seu oncle.

## Carrera
Lauder va nomenar Super Rich All-Purpose Cream a una de les combinacions del seu oncle i va començar a vendre el preparat a les seves amigues. Va vendre cremes com la crema freda Six-In-One i la crema vienesa Dr. Schotz a botigues de bellesa, clubs, i resorts de platja. Un dia, mentre s'estava fent el pentinat a House of Ash Blondes, una saló de bellesa del West 72nd street, la propietària del saló, Florence Morris, li va preguntar sobre la seva pell perfecta. Aviat, Estée va tornar al centre per a lliurar quatre de les cremes del seu oncle i demostrar-ne l'ús. Morris va quedar tan impressionada que li va demanar que vengués els seus productes al nou saló de Morris.
El 1953 va presentar la seva primera fragància, Youth-Dew, un oli de bany que feia el doble efecte com a perfum. Enlloc d'utilitzar perfums francesos mitjançant l'aplicació d'una gota darrere de cada orella, les dones van començar a utilitzar Youth-Dew al costat de l'ampolla de sabó durant el seu bany. El primer any va vendre 50.000 ampolles i el 1984 la xifra havia augmentat a 150 milions.
L'any 1985 Lauder va ser el tema central d'un documental de televisió: Estée Lauder: The Sweet Smell of Success. Explicant el seu èxit, va dir que: «Mai he treballat un dia a la meva vida sense vendre. Si crec en alguna cosa, la venc i la venc amb força.».

## Premis i honors
El 16 de gener de 1978 va rebre la insígnia de Cavallera de la Legió d'Honor, de mans del cònsol general francès, Gerard Causer. Aquell any va ser la primera dona a rebre el Comandament de Cavallera. L'any 1988 va ser incorporada al Saló de la Fama Empresarial dels Estats Units d'Èxits Júniors. L'any 2004 va rebre la Medalla Presidencial de la Llibertat.

## Vida privada
Estée va conèixer a Joseph Lauter quan tenia poc més de 20 vint anys. El 15 de gener de 1930 es van casar. Més tard, el seu cognom va canviar de Lauter a Lauder. El seu primer fill, Leonard, va néixer el 19 de març de 1933. La parella primer es va separar, després es va divorciar l'any 1939 i es van mudar a Florida, però es van tornar a casar l'any 1942. El seu segon fill, Ronald, va néixer el 1944. Estée i Joseph Lauder van romandre casats fins a la seva mort el 1982, i després es va penedir del seu divorci, dient que es va casar jove i va suposar que havia perdut temps de vida, però aviat va descobrir que tenia el «marit més dolç del món».
Leonard es va convertir en el conseller delegat d'Estée Lauder i després president del consell. Ronald va ser sotssecretari de Defensa a l'administració de Reagan i va ser ambaixador dels Estats Units a Àustria entre 1986 i 1987. Des de 2007 és el president del Congrés Mundial Jueu.

## Mort
El 24 d'abril de 2004 va morir després de patir una aturada cardiorespiratòria, a la seva casa de Manhattan, a la Ciutat de Nova York, quan tenia 97 anys.